# Travis megye
Travis megye az Amerikai Egyesült Államokban, azon belül Texas államban található. Megyeszékhelye és legnagyobb városa Austin. Lakosainak száma 1 290 188 fő (2020). Travis megye Williamson, Bastrop, Caldwell, Hays, Blanco és Burnet megyékkel határos.

## Népesség
A megye népességének változása:
| Lakosok száma | 1 030 321 | 1 062 214 | 1 096 246 | 1 120 954 | 1 176 558 | 1 290 188 |
|               | 2010      | 2011      | 2012      | 2013      | 2015      | 2020      |